# Orveau
Orveau är en kommun i departementet Essonne i regionen Île-de-France i norra Frankrike. Kommunen ligger i kantonen La Ferté-Alais som tillhör arrondissementet Étampes. År 2022 hade Orveau 145 invånare.

## Befolkningsutveckling
Antalet invånare i kommunen Orveau
| Referens: INSEE |